# 代替現実
代替現実（だいたいげんじつ、英語: substitutional reality、SR）とは、現実の世界と過去の映像を混同させて、本来実在しない人物や事象が実時間・実空間に存在しているかのように錯覚させるシステム。拡張現実（AR）や複合現実（MR）の技術を用いて実現することができる。

## 概要
ヘッドマウントディスプレイに現在の実映像と同じ場所で撮影した過去映像とを織り交ぜ、さしかえ （substitute)て表示することにより、被験者は、現実の映像と過去の映像の区別ができずに結果的に、実空間と過去の空間あるいは虚構の空間の間を往来させることができる。